# Кивьялы (Вурнарский район)
Кивья́лы (чув. Кивьял Нурăс) — деревня в Вурнарском районе Чувашской Республики. Входит в состав Калининского сельского поселения.

## География
Находится в центральной части Чувашии, на расстоянии приблизительно 16 км на север-северо-запад по прямой от районного центра посёлка Вурнары на левом берегу речки Хирлеп.

## История
Известна с 1795 года как выселок деревни Вторая Норусова (ныне не существует) с 16 дворами. В 1858 году учтено было 168 жителей, в 1897 году 165 жителей. В 1926 году было учтено 54 двора и 283 жителя. В 1939 было отмечено 318 жителей, в 1979 — 237. В 2002 году был 61 двор, в 2010 — 49 домохозяйств. В 1930 году был образован колхоз «Броневик», в 2010 действовал СХПК «Броневик».

## Население
Постоянное население составляло 260 человек (чуваши 98 %) в 2002 году, 194 — в 2010.